# 타이안향

타이안향의 위치

타이안향(한국어: 태안향, 중국어: 泰安鄉, 병음: Tài'ān Xiāng)은 중화민국 먀오리현의 향이다. 넓이는 614.5127km2이고, 인구는 2015년 8월 기준으로 6,067명이다.

## 지리
타이안향은 먀오리현의 동남쪽에 위치하고 동북쪽은 신주현과 남쪽은 타이중현, 서쪽은 다후향 및 줘란진, 북쪽은 스탄향 및 난좡향과 각각 접하고 있다. 타이안향은 먀오리현 최대의 향진이며, 현 전체 면적의 약 1/3을 차지하고 있다. 지세는 산악이 퍼져있고 서쪽에서 동쪽을 향해 높아지고 있다. 평지는 적고 산악 지대에는 하천이 있기 때문에 교통 문제를 개선하는 것이 과제가 되고 있다.
타이안향은 쉐산산맥의 서단에 위치하고 현 경계에는 쉐산, 다쉐산, 다바젠산 등 3000m급의 높은 산이 하부 행정 조직인 메이위안 촌내에 퍼져 있다. 중양산맥 서쪽에는 천연림이 남아 있다. 다안시(大安溪)와 허우룽시(後龍溪)의 발원지로, 양 하천은 루창다산(鹿場大山) 남부에서 분수령을 형성하고 있다.

## 역사
타이안향은 전쟁 전에 신치쿠주 다이코군 번지에 속하고 있었다. 1947년 6월, 신주현 다후군구에 속하는 다안향(大安鄉)으로 개편되었다. 1950년 10월 25일에 먀오리현이 성립하면서 다안향은 먀오리현에 속하게 되었다. 그러나 타이중현 다안향과 명칭이 중복되어서 1954년에 민중의 평안무사의 소원을 담아 타이안향으로 개칭되었다.